# Cenote de Chapalla
El cenote está ubicado en el Centro Poblado de Carampa, en el distrito de Alcamenca, provincia de Víctor Fajardo, departamento de Ayacucho, a una altitud de 3555 m s. n. m. Es el único cenote en Perú.

## Características
El Cenote de Chapalla es un pozo natural de agua dulce abastecido por un río subterráneo de las alturas de Alcamenca que ha sido formado por la erosión de los suelos. Tiene una profundidad de 20 metros y un diámetro de 50 metros.
Según el mapa geológico de Perú, esta zona presenta rocas calizas gris azulinas del grupo Pucará que influyen en la coloración turquesa del agua. 

## Formación
Un cenote es un pozo profundo alimentado por aguas de ríos subterráneos y las filtraciones de lluvia. Los cenotes se forman por la disolución de la roca caliza debido a la precipitación que se filtra a través del suelo y se mezcla con el dióxido de carbono, formándose el ácido carbónico, este a su vez disuelve la roca y crea cavidades subterráneas que con el tiempo dejan expuestas aberturas en la superficie por el colapso de los techos de estas cavidades.

## Historia
Según el docente Edwin Campos Cisneros el cenote era conocido tradicionalmente en quechua como “Huariñahuai”, que significa “ojo de la Pachamama”. Antes de la llegada de los colonizadores españoles, este lugar era un sitio sagrado para las civilizaciones prehispánicas, quienes realizaban rituales y ofrendas. Evidencias arquitectónicas y otros vestigios revelan la presencia de los Wari, quienes le otorgaban gran importancia a las lagunas y al sol como entidades sagradas, por lo que este sitio se convirtió en un espacio de devoción a la Pachamama.
Anteriormente la población local lo conocían como laguna de Chapalla, pero a partir de mediados del 2023 en adelante con la visita de especialistas y reportajes se actualiza el término a cenote de Chapalla. En la actualidad los habitantes locales consideran al cenote como un Apu y continúan ofreciendo respeto y ofrendas, como muestra de agradecimiento y armonía con la naturaleza.

## Turismo
A nivel local desde mayo de 2023 se inauguró el centro turístico Cenote Santuario de Chapalla, para lo cual los habitantes del centro poblado de Carampa realizaron faena comunal para construcción de chozas ecológicas tradicionales y mejoraron los accesos al cenote. En la actualidad se realizan tours turísticos desde la ciudad de Huamanga hasta el cenote de Chapalla, existen dos rutas para llegar: la primera ruta es a través de Huamanga - Cangallo - Llusita - Alcamenca - Huambo - Carampa durante 3:10 horas y una segunda ruta a través de Huamanga - Pampa Cangallo - Pomabamba - Carampa durante 2:20 horas.